# Bureau of Labor Statistics
Bureau of Labor Statistics är en enhet som sorterar under USA:s arbetsmarknadsdepartement. Det startades den 27 juni 1884 och tillhörde då USA:s inrikesdepartement. Från 1888 tillhörde det USA:s handels- och arbetsdepartement, innan det 1913 kom in under USA:s arbetsmarknadsdepartement.
Högkvartetet ligger vid Postal Square Building vid Washington, DC.